# زاساویتسا ای
زاساویتسا ای (به صربی: Zasavica I) یک منطقهٔ مسکونی در صربستان است که در Sremska Mitrovica Municipality واقع شده‌است. زاساویتسا ای ۷۷۲ نفر جمعیت دارد.